# علي بختيار
علي بختيار (بالفارسية: علی بختیار) من مواليد عام 1973، هو سياسي إيراني وعضو في مجلس الشورى الإسلامي. وهو أيضًا عضو في اللجنة القانونية والقضائية.

## روابط خارجية
- الموقع الرسمي لعلي بختيار
- صفحة ويب لعلي بختيار في مركز أبحاث البرلمان الإيراني